# Šmitov komparator
Regenerativna kola generišu napone pretežno pravougaonog oblika. Mreže ovih kola uglavnom predstavljaju pojačavačke sisteme sa pozitivnom povratnom spegom, kod njih je kružno pojačanje veće od jedan. Prema tome, kao prekidači u ovim kolima mogu da posluže samo aktivni elementi. S obzirom na to da ovakva mreža treba da radi u prekidačkom režimu, mora biti pobuđivana velikim signalima u cilju korišćenja linearnog dijela prenosne karaktetistike. Osnovna karakteristika regenerativnih prekidačkih kola je ta, da proces izmjene stacionarnih stanja u mreži mijenja vrlo brzo. To je poslijedica činjenice, da on dobija komulativan odnosno regenerativan karakter. Jedno takvo regenerativno kolo, je i Šmitovo kolo.

## Konfiguracija Šmitovog kola
Na slici je data slika Šmitovog kola, izvedenog sa diskretnim komponentama kao dvostepeni pojačavač sa emitorskom spregom. Veza sa izlaza tranzistora TR1 ostvarena preko razdijelnika . Sprega od TR2 ka TR1 izvedena je preko zajedničkog otpornika , koji je postavljen u emitorski dovod oba tranzistora.
Ako pretpostavimo da je ulazni napon  toliko mali da je tranzistor TR1 zakočen. Potencijal na izlazu iz tranzistora, tj. i potencijal na ulazu tranzistora TR2 je visok, te je TR2 u provodnom stanju. Ako se poveća ulazni napon tako da TR1 počinje da provodi, nastaje smanjenje napona  i . Zbog toga se smanjuje i struja kroz TR2, pa i napon na otporniku . Drugi stepen mreže može da se posmatra i kao emitorski pojačavač i sa opterećenjem u kolektorskom dovodu. U vezi sa tim nastalo smanjenje napona  izazvaće približno isto smanjenje napona . Vidi se da povećanje napona na bazi TR1 izaziva smanjenje napona istog tranzistora. Tako se povaćava efektivni pobudni napon na ulazu posmatranog sistema ,što pokazuje da je u pitanju pozitivna povratna sprega.S toga nastaje još jače provođenje TR1, pa se i napon  još više smanjuje. Proces izmjene stanja u kolu završiće se kada TR2 bude zakočen a TR1 provodan. Zaključujemo da se u ovoj mreži dešava regenerativan proces u toku promjene stanja u prekidačkim elementima. Provodni tranzistori u Šmitovom kolu češće nalaze u aktivnom režimu nego u zasićenju, čime se obezbjeđuju povoljni parametri kola za neke primjene.

## Prenosna karakteristika Šmitovog kola
U opštem slučaju ova karakteristika sadrži tri segmenta pri čemu nagib srednjeg segmenta zavisi od veličine kružnog pojačanja.
Ako je kružno pojačanje jednako jedinici segment ce biti vertikalan, ako je veći od jedinice bice nagnut ulijevo, a za vrijednosti manje od jedan udesno. Regenerativni proces nastaje samo ako je kružno pojačanje veće od jedan. Srednji segment pokazuje da sistem posjeduje karakteristiku sa negativnom otpornošću, što samo potvrđuje postojanje regenerativnih procesa u prelaznom režimu. Horizontalni segmenti karakteristike odgovaraju ustaljenim stanjima u kolu dok se kosi odnose na prelazni režim. Tako su tačke A i C stabilne, dok je B nestabilna. Za ucrtavanje prenosne karakteristike kola potrebno je poznavati vrijednosti napona  i  u prelomnim tačkama, koje se zovu pragovi Šmitovog kola. Radi uprošćenja određivanja tih vrijednosti pretpostavićemo da su koeficienti strujnog pojačanja tranzistora vrlo veliki, tako da se uticaj baznih struja tranzistora na raspodjelu napona u mreži može zanemariti. Ako je ulazi napon  vrlo mali, TR1 biće zakočen, pa se na bazi TR2 uspostavlja viši nivo napona.
{\displaystyle V_{BV2}={\frac {R_{B}}{R_{B}+R_{S}+R_{V1}}}V_{CC}}
Ovaj napon obezbjeđuje provođenje TR2 tako da se na njemu uspostavlja niski izlazni napon.
{\displaystyle {\mathit {v_{I}}}=V_{IN}=V_{CC}-(V_{BV2}-V_{EV2}){\frac {R_{C2}}{R_{E}}}}
Kada se dostigne vrijednost višeg praga:
{\displaystyle {\mathit {v_{U}}}=V_{TV}=V_{BV2}-V_{EV2}+V_{BET1}=V_{BV2}\!}
Počinje da vodi TR1, čime se stvaraju uslovi za nastajnje regenerativnog procesa u kolu. Gornja preloma tačka prenosne karakteristike dobija se pri smanjuvanju ulaznog napona sa vrijednosti koja je bila veća od , što znači da je u posmatranom periodu TR1 provodan a TR2 zakočen,te se izlazni napon dobija:
{\displaystyle {\mathit {v_{I}}}=V_{IV}=V_{CC}\!}
Kada se pri smanjivanju ulaznog napona dostigne vrijednost nižeg praga:
{\displaystyle {\mathit {v_{U}}}=V_{TN}=V_{BT2}-V_{BET2}+V_{BE1}=V_{BT2}\!}
Počeće da vodi TR2. Sa  označen je napon na bazi TR2 i on iznosi neposredno prije provođenja:
{\displaystyle V_{BT2}={\frac {R_{B}}{R_{B}+R_{S}}}}
Napon na kolektoru TR1 nalazi se iz relacije
{\displaystyle V_{C1}=V_{CC}-R_{C1}(I_{C1}+I_{S})\!}
Pri čemu su:
{\displaystyle I_{C1}={\frac {V_{BT2}-V_{BET2}}{R_{E}}}\!} i {\displaystyle I_{S}={\frac {V_{C1}}{R_{B}+R_{S}}}\!}
Pa se dobija da je napon nižeg praga:
{\displaystyle {\mathit {v_{U}}}=V_{TN}={\frac {R_{B}(V_{CC}-V_{BET2}{\frac {R_{C1}}{R_{E}}})}{R_{B}+R_{S}+R_{C1}(1+{\frac {R_{B}}{R_{E}}})}}\!}
Prenosna karakteristika pokazuje dakle da sistem u prelaznom režimu ima kružno pojačanje veće od jedan. Smanjivanjem ovog pojačanja srednji segment karakteristike približava se vertikalnom položaju koji predstavlja graničnu vrijednost pojačanja za regenerativan rad kola.
Vrijednosti ulaznih napona  i  predstavljaju okidne pragove Šmitovog kola. Naponska razlika ovih pragova naziva se histerezis Šmitovog kola. Promjenom komponenata kola može se unekoliko podešavati veličina histerezisa za određene primjene kola.
Gornji prag Šmitovog kola  je dosta stabilan jer praktično ne zavisi od parametara tranzistora. Ovaj naponski prag je pogodan da se iskoristi kao referentni nivo za komparaciju ulaznih napona. Zahvaljujući tome ovo kolo se primjenjuje kao naponski komparator, a pošto ima dva okidna praga,može se upotrijebiti i kao diskriminator opsega napona. Treba istaći i primjenu Šmitovog kola kao naponskog uobličivača.
Širina pravougaonih inpulsa određena je vrijednostima naponskih pragova  i . Brzina uspostavljanja ivica je veoma velika i ne zavisi od promjene ulaznog napona, što je posledica regenerativnog rada kola. Izlazni napon će imati pravougaoni oblik i da se radi o proizvoljnom obliku ulaznog napona koji u trenucima presjeca odgovarajuće nivoe Šmitovog kola.

## Šmitovo kolo sa operacionim pojačavačima
Realizacija Šmitovog kola pomoću operacionog pojačavača je jednostavna. Regenerativni princip obezbijeđen je pozitivnom povratnom spregom, ostvarenom sa izlaza na ne invertorski ulaz pojačavača. A referentnim naponom  može da se podešava nivo okidnih pragova kola. Kao što smo već rekli da bi kolo bilo regenerativno kružno pojačanje kola mora biti veće od jedan. Odavde proizilazi da faktor povratne sprege za kolo mora da zadovolji uslov:
{\displaystyle \beta ={\frac {R_{1}}{R_{2}}}>{\frac {1}{A}}}
Gdje je A pojačanje osnovnog stepena bez reakcije. Da bi se odredili pragovi Šmitovog kola može se poći od izraza za vrijednost napona na neinvertorskom ulazu pojačavača:
{\displaystyle {\mathit {v_{X}}}={\frac {R_{1}}{R_{1}+R_{2}}}V_{I}+{\frac {R_{2}}{R_{1}+R_{2}}}{\mathit {v_{U}}}}
Pošto se pragovi definišu za vrijednost ulaznog napona kada je  to se iz gornje jednačine dobija:
{\displaystyle V_{UT}={\frac {R_{1}+R_{2}}{R_{2}}}V_{R}-{\frac {R_{1}+R_{2}}{R_{2}}}V_{I}}
Zaključujemo da će i viši i niži prag okidanja biti određen zamjenom napona  odgovarajućim vrijednostima za viši i niži nivo izlaznog napona  i  u prethodnoj jednačini.

## Šmitovo kolo sa logičkim komponentama
Da bi se pomoću logičkih komponenti mogla ostvariti regenerativna prekidačka mreža neophodno je da se upotrijebe dva logička kola, koja imaju pojačavačko svojstvo (NI ili NILI kola, a mogu i invertori).
Na slici su prikazana logička šema Šmitovog kola izvedena pomoću dva NI kola. Dva redno spregnuta NI kola ostvaruju pojačavačku mrežu kod koje su ulazni i izlazni napon u fazi.Prema tome dodavanjem otpornika  i  ostvarena je pozitivna povratna sprega,a time i mogućnost i mogućnost uspostavljanja regenerativnog procesa u mreži.
Šmitovo kolo se konstruiše I sa CMOS komponentama. Najjednostavnija mreža se izvodi pomoću CMOS invertora. I ovdje se radi o principu primjene dva pojačavačka stepena i povratne sprege, izvedene pomoću  i .

## Primjena Šmitovog kola
Danas se Šmitova kola proizvode kao posebne integrisane komponente u TTL, ECL i CMOS tehnici. Takvo jedno kolo ima, na primjer 12 mosfetova sa priključcima za ulaz i dva komplementna izlaza. Ponekad su principi Šmitovog kola zastupljeni i u integrisanim komponentama logičkih kola. Tako se, na primjer, u jednoj integrisanoj komponenti sa NI logikom potrebna logička funkcija ostvaruje sa diodama na ulazu u Šmitovo kolo, koje sa druge strane završeno uobičajenim invertorom u TTl tehnici. Ovakvo NI kolo ima prednosti u odnosu na obično NI kolo jer se radi o regenerativnom kolu koje i pri sporim promjenama ulaznog signala obezbjeđuje brze promjene napona na izlazu.

## Literatura
- "Osnova elektronika", Spasoje Tešić i Dragan Vasiljević
- "Mala škola elektronike", Željko i Vladimir Krstić